# Роттердам плюс
«Роттердам+» або «Роттердам плюс» — методика визначення вартості вугілля, як палива для теплових електростанцій при розрахунку прогнозної оптової ціни (ОРЦ) електроенергії в Україні. Застосовувалася в Україні з 1 травня 2016 по 30 червня 2019 року.
«Роттердам+» припинила дію 1 липня 2019 року, коли в Україні запрацював новий ринок електроенергії відповідно до Закону «Про ринок електроенергії», який був прийнятий у квітні 2017 року. Цей закон передбачає запровадження конкурентних відносин на енергоринку і відповідає вимогам Третього енергетичного пакета ЄС.

## Принцип дії
Методика визначала вартість вугілля, яке використовують генеруючі компанії, що експлуатують теплові електростанції (ГК ТЕС) в Україні для виробництва електричної енергії. Формула визначення ціни сформована за принципом імпортного паритету.
Вартість вугілля, відповідно до методики, складалася з індикативної ціни вугілля на основі середніх індексів АРІ2 в портах Західної Європи — Амстердам–Роттердам–Антверпен (регіон ARA) за 12 місяців, що передують місяцю встановлення прогнозованої оптової ринкової ціни, і вартості транспортування вугілля на українські ТЕС.
Індекс АРІ2 приводився у відповідність до калорійності українського вугілля, яка визначена в прогнозній структурі палива ТЕС. Цей документ затверджує Міністерство енергетики та вугільної промисловості.
Вартість транспортування складалася з середньої ціни фрахту для доставки вугілля з регіону ARA в українські порти, вартості перевалки в порту (розвантаження судна) та залізничного тарифу по території України.
Формула не передбачала, що вугілля повинно фізично доставлятися з порту Роттердам (Нідерланди) в порт Південний (Україна). Визначена НКРЕКП вартість доставки повинна була покривати затрати на транспортування вугілля з портів країн-виробників антрацитового вугілля — Південно-Африканської республіки, Колумбії та США в порт «Південний». За даними Європейської асоціації вугілля EURACOAL, витрати на доставку вугілля від ПАР, США і Колумбії в Україну вищі, ніж з цих країн в регіон ARA.

## Передумови і обґрунтування
У зв'язку з бойовими діями на сході України та втратою контролю над вугільними шахтами на окупованих районах Донецької та Луганської області, Україна змушена була розпочати імпорт вугілля із Південно-Африканської республіки та США.
Україна стала імпортозалежною від вугілля і зіткнулася з ризиком його дефіциту в опалювальний період.
В 2015 році, за даними Державної служби статистики, Україна імпортувала 14,6 млн тон вугілля на суму 1,63 млрд доларів США. З них антрацитового вугілля було імпортовано 1,07 млн тон на 99,6 млн доларів США.
В 2016 році імпорт вугілля склав 15,6 млн тон вугілля на 1,46 млрд доларів США. [4] Близько 400 тис. т антрацитового вугілля в 2016 році було імпортовано з Південно-Африканської республіки.
Відтак, аби забезпечити енергетичну незалежність України від окупованих територій, було вирішено відійти від ручного механізму встановлення ціни на вугілля як паливної складової ГК ТЕС і перейти до прозорого формульного ціноутворення з прив'язкою до котирувань вугілля в регіоні Амстердам-Роттердам-Антверпен, куди доставляють вугілля з ПАР та Південної Америки.
Нова формула ціноутворення була затверджена Національною комісією, що здійснює державне регулювання у сферах енергетики та комунальних послуг (НКРЕКП) 3 березня 2016, опублікована 23 березня 2016 року.
Представники НКРЕКП заявляли, що затверджена ними методика розрахунку мала усунути ручне регулювання цін, забезпечити незалежність від постачань із зони АТО і позбавити Україну від проблем з накопиченням достатньої кількості вугілля для проходження опалювального сезону.
Теплова генерація електроенергії становить близько 20 % в енергобалансі України. Паливна складова при тепловій генерації становить понад 80 % вартості.

## Результати застосування
Вперше прогнозна оптова ринкова ціна (ОРЦ) електроенергії за новою методикою була затверджена на травень-червень 2016 г. на рівні 1,24 грн/кВт.година (без ПДВ) . У порівнянні з прогнозною ОРЦ в квітні, тобто після запровадження формули «Роттердам+», вона зросла на 5 %.
Тариф ТЕС за даними ДП «Енергоринок» в травні 2016 року, після введення в дію формули «Роттердам+» навпаки зменшився на 9,9 %, до 1,08 грн/кВт.година, у порівнянні з квітнем того ж року (1,20 грн/кВт.година).
За результатами 2016 року, оптова ринкова ціна електроенергії збільшилася на 19 %, до 1,32 грн/кВт.година  при річному рівні споживчої інфляції на рівні 12,4 %.
В 2017 році після першого повноцінного року дії формули «Роттердам+», середньозважена оптова ціна електричної енергії збільшилася всього на 3 %, до 1,35 грн/кВт.година, у порівнянні з 2016 роком (1,32 грн/кВт.година). При цьому інфляція в 2017 році, за даними Національного банку України, склала 13,7 %.
В 2018 році ОРЦ підвищилася на 15,3 %, до 1,56 грн/кВт.година при річному рівні інфляції 8,8 %

## Медіа-кампанія проти «Роттердам+»
Основним критиком формули «Роттердам+» став колишній член НКРЕКП (2014—2015) Андрій Герус.
7 листопада 2017 року Андрій Герус став засновником ГО «Асоціація споживачів енергетики та комунальних послуг», метою діяльності якої було заявлено лобіювання інтересів споживачів в органах державної влади та місцевого самоврядування Одними з найбільших споживачів електроенергії в Україні є феросплавні та електрометалургійні заводи, власниками більшості з яких є Віктор Пінчук та Ігор Коломойський.
Джерела фінансування громадського об'єднання та його члени на офіційному сайті не розкриваються.
Активну медіа-підтримку діяльності асоціації здійснювали телеканали групи Starlight Media (ICTV та СТБ), яка належить бізнесмену Віктору Пінчуку, а також групи «1+1 media» Ігоря Коломойського.
За підрахунками Андрія Геруса щомісяця формула «Роттердам плюс» збирає надлишковий мільярд гривень. У березні 2018 року підконтрольна йому громадська організація «Асоціація споживачів енергетики та комунальних послуг» запустила онлайновий лічильник «Роттердам плюс» для розрахунку розміру переплати споживачами електроенергії. Незважаючи на скасування формули «Роттердам+» з 1 липня 2019 року, лічильник продовжує рахувати збитки до теперішнього часу. Станом на початок серпня 2020 року, він підрахував збитки на рівні 64 млрд грн

## Судові позови
7 вересня 2016 року, майже через 6 місяців після прийняття постанови про введення в дію формули «Роттердам+» Андрій Герус та представництво Громадської асоціації «Об'єднання Самопоміч» в Києві, як члена якої він в 2015 році балотувався до Київської міської ради, оскаржили в Окружному адміністративному суді Києва.
29 грудня 2016 року суд відхилив позов Геруса, «Об'єднання Самопоміч» та приватного багатопрофільного підприємства «Вимал» і визнав, що формула «Роттердам+» прийнята у межах повноважень, обґрунтовано, з урахуванням всіх обставин справи, а тому підстави для задоволення позовних вимог у суду відсутні.
28 лютого 2017 року Київський апеляційний адміністративний суд відхилив апеляційну скаргу чотирьох позивачів, включаючи Андрія Геруса, які намагалися оскаржити дію формули «Роттердам плюс» і рішення в той же день вступило в законну силу.
31 березня 2017 року Вищий адміністративний суд остаточно визнав законною постанову НКРЕКП «Про затвердження порядку формування прогнозованої оптової ринкової ціни на електричну енергію», якою була затверджена формула «Роттердам+».
Паралельно з цим процесом Андрій Герус подав два позови щодо скасування рішення НКРЕКП про визначення прогнозної оптової ціни електричної енергії із застосуванням формули «Роттердам+» на травень-грудень 2016 року. 18 січня 2017 року Окружний адмінсуд Києва визнав повністю законною постанову НКРЕКП № 721 від 28 квітня 2016 року «Про затвердження прогнозованої оптової ринкової ціни на II-IV квартали 2016 року»

## Критика формули
Формула «Роттердам+» починаючи з літа 2016 року була об'єктом критики. Основною підставою для цього стало те, що у 2016 році лише 5 % використаного на ТЕС вугілля було імпортним, а методика визначення застосовувалася до всього вугілля, яке споживають ТЕС.
Окрім того критики формули заявляли, що формула передбачає вартість доставки вугілля з Роттердаму, а фізично вугілля постачалось з ПАР, США та частково з Росії.
У липні 2016 року прем'єр-міністр Володимир Гройсман заявив, що вважає неприйнятною схему «Роттердам плюс» і що «хоче почути позицію Уряду щодо вирішення цієї проблеми».
У січні 2017 року міністр енергетики України Ігор Насалик визнав, що формула «Роттердам плюс» не зняла проблему диверсифікації поставок енергетичного вугілля.
У березні 2017 року віце-президент Єврокомісії Марош Шефчович спрямував лист до Петра Порошенка, у якому розкритикував формулу «Роттердам плюс» і зазначив, що запропонована Національній комісії експертна допомога з боку ЄС заледве використовувалася.
У травні 2017 Генеральний прокурор України Юрій Луценко заявив, що формула «Роттердам плюс» становить корупційну загрозу для держави та закликав Верховну Раду «ухвалити закон про ренту на вугілля та інші корисні копалини в Україні так само, як це зроблено для газу».

## Розслідування
24 березня 2017 року НАБУ почало досудове розслідування за фактом зловживання службовим становищем посадовцями Нацкомісії у зв'язку з формулою «Роттердам плюс», за ознаками кримінального правопорушення, передбаченого ч. 2 ст. 364 КК України.
10 липня, в рамках кримінального провадження, Солом'янський районний суд Києва відмовився задовольнити клопотання детективів НАБУ про тимчасовий доступ до документів десяти банків, які стосуються рахунків та руху грошових коштів «Центренерго» та «ДТЕК Дніпроенерго». 6 вересня той же суд надав детективам НАБУ тимчасовий доступ до рахунків енергокомпанії «ДТЕК Дніпроенерго» в «Укрсоцбанку».
17 серпня 2017 року НАБУ провело обшуки в будівлі НКРЕКП, які тривали 8 годин.
Секретаріат Енергетичного співтовариства ЄС вважає розпочате НАБУ розслідування і проведений обшук за фактом затвердження НКРЕКП формули розрахунку вартості електроенергії «Роттердам плюс» втручанням в роботу регулятора.
31 травня 2019 року президент Володимир Зеленський провів зустріч з керівниками НАБУ та САП і заявив про важливість продемонструвати «відчутні результати у розслідуванні резонансних корупційних злочинів протягом найближчих 3 місяців».
Майже через три місяці після тієї зустрічі, 8 серпня 2019 року, детективи НАБУ за процесуального керівництва САП повідомили шістьом особам, які можливо причетні до запровадження так званої формули «Роттердам+», про підозру у вчиненні дій, в результаті яких споживачам електроенергії начебто завдано 18,87 мільярдів гривень збитків.
В червні 2020 року керівник САП Назар Холодницький заявив, що у слідства відсутній висновок експертизи, який підтверджує нанесення збитків від дії «Роттердам+»
Строк досудового розслідування закінчується 8 серпня 2020 року.

### Закриття справи
27 серпня 2020 року САП закрила кримінальне провадження у справі «Роттердам+» у зв'язку з відсутністю складу кримінального правопорушення. За даними прокуратури, розслідування в частині підозрюваних закрито через відсутність збитків від дії формули «Роттердам+».
11 серпня 2020 року комплексна експертиза Служби безпеки України не підтвердила завдання збитків покупцями (споживачами) електричної енергії станом на 01.06.2019 внаслідок нібито завищення фактичної вартості відпущеної (проданої) ДП «Енергоринок» електричної енергії з Оптового ринку електричної енергії України.
29 вересня 2020 року Офіс генерального прокурора України відхилив скаргу детективів НАБУ і залишив в силі постанову прокурора САП про закриття справи в частині підозрюваних.
Перший епізод справи «Роттердам+» закритий Вищим антикорупційним судом через закінчення строку розслідування (див. «поправки Лозового»).
У січні 2023 року Верховний суд України остаточно підтвердив відсутність потерпілих у справі Роттердам+, відхиливши касаційні скарги двох феросплавних заводів.

## Аналогічні формули до в Україні
З квітня 2017 року ціна на природний газ для населення, згідно постанови Кабінету Міністрів України № 187 від 22.03.2017 року, визначається за формулою: середнє значення ціни природного газу на німецькому газовому хабі (NCG) плюс вартість доставки цього газу в Україну. Ця формула отримала в ЗМІ назву «Дюссельдорф+» і також стала предметом розслідування Національного антикорупційного бюро.
Вартість доставки передбачає витрати на транспортування природного газу від німецького газового хабу (NCG) до віртуальної торгової точки на території Словаччини, вартість «виходу» з газотранспортної системи Словаччини і тариф на послуги з транспортування природного газу транскордонними газопроводами для точок входу в газотранспортну систему України.
В січні 2020 року Кабінет Міністрів змінив формулу визначення ціни на газ для населення, замінивши німецьких хаб NCG на нідерландський хаб TTF. Вартість транспортування газу до Україну в формулі залишилась.
Відтак з 28 січня 2020 року так звана формула «Дюссельдорф+» була замінена на «Амстердам+».
Принцип визначення ціни на газ для населення за формулою вартість газу на хабі TTF в Нідерландах плюс вартість доставки в Україну був прописаний в Меморандумі України з Міжнародним валютним фондом від 2 червня 2020 року, лист про наміри до якого підписали Президент Володимир Зеленський, прем'єр-міністр Денис Шмигаль, голова Національного банку Яків Смолій та міністр фінансів Сергій Марченко.

## Реакція на закриття справи
НАБУ, яке упродовж 3,5 років проводило розслідування, 28 серпня заявило про намір оскаржити рішення прокуратури про закриття справи. Народний депутат Валентин Наливайченко заявив, що закриття справи з правової точки зору було єдиним логічним кроком слідства після провалу розслідування. Також він заявив, що справа від самого початку була сфабрикованою на підставі медіа-міфу і його автори повинні понести відповідальність.
Голова незалежної профспілки гірників України Михайло Волинець заявив, що після офіційного закриття справи, підтвердження законності і економічної обґрунтованості формули, відповідальність за обман суспільства має понести автор медіа-міфу Андрій Герус. За твердженням Волинця, Герус свідомо дезінформував суспільство і президента Володимира Зеленського, добивався скасування формули, щоб розпочати імпорт електроенергії з Росії.
Головний редактор видання «Цензор. Нет» Юрій Бутусов заявив, що ажіотаж довкола розслідування справи «Роттердам+» дозволив Ігорю Коломойському встановити контроль над державною компанією «Центренерго».
Колишній депутат Сергій Лещенко заявив, що закриття справи «Роттердам+» може оскаржити Ігор Коломойський, феросплавні підприємства якого визнані потерпілими по цій справі.
Компанія ДТЕК, співробітникам якої були повідомлені підозри, заявила, що закриття розслідування має поставити крапку в багаторічних безпідставних звинуваченнях. Також компанія розглядає можливість захисту своєї репутації та репутації співробітників в суді.
Один із колишніх підозрюваних у справі «Роттердам+», екс-голова НКРЕКП Дмитро Вовк заявив, що рішення про закриття справи було від самого початку очевидним і логічним, оскільки у справі не було ніякого складу злочину.
За його підрахунками, витрати державного бюджету на проведення розслідування склали 96 млн гривень, а Державне бюро розслідувань відкрило кримінальне провадження по факту розтрати державних коштів детективами НАБУ.

## Судове оскарження рішення про закриття справи
На початку вересня 2020 року з позовом до Вищого антикорупційного суду про скасування рішення Спеціалізованої антикорупційної прокуратури про закриття справи «Роттердам+» звернувся колишній народний депутат Віктор Чумак. Він звернувся до суду як заявник, оскільки на підставі його заяви в 2017 році НАБУ розпочало своє розслідування.
На перше та друге засідання Вищого антикорупційного суду, які відбулися 8 та 14 вересня Чумак не з'явився і розгляд справи двічі відкладався.
23 вересня відбулося остаточне засідання суду за позовом Чумака, під час якого прокурор САП повідомив суду, що жодних доказів вчинення злочину у справі «Роттердам+» немає.
24 вересня Вищий антикорупційний суд України виніс рішення, яким відхилив позов Чумака і підтвердив, що прокурор САП закрив справу у повній відповідності до чинного законодавства, всебічно дослідивши всі зібрані досудовим розслідуванням матеріали.
29 вересня Віктор Чумак оскаржив рішення суду щодо визнання постанови прокурора про закриття справи законною і обгрунтованою, однак 16 листопада її відкикав. 17 листопада Апеляційна палата Вищого антикорупційного суду через відомову Чумака від апеляційної скарги закрила провадження та залишила в силі рішення першої інстації.
З 17 листопада рішення про законність закриття справи «Роттердам+» вступило в силу.

## Реакція на рішення Вищого антикорупційного суду
Колишній голова Служби безпеки України, народний депутат Валентин Наливайченко після оголошення рішення Вищого антикорупційного суду заявив, що воно поставило остаточну крапку в багаторічних спекуляціях довкола формули «Роттердам+».
Заступник голови комітету Верховної ради Олексій Кучеренко зазначив, що рішення Вищого антикорупційного суду було, на його думку, цілком очікуваним та очевидним і, ймовірно, погодженим із детективами НАБУ.
Громадська організація «Центр протидії корупції», представники якої також брали участь у судовому засіданні, повідомила, що не згодна з цим рішенням і має намір його оскаржити.
Колишній голова НКРЕКП Дмитро Вовк, який був одним з підозрюваних у справі «Роттердам+», після оголошення рішення суду заявив, що справедливість відновилася і суд вкотре підтвердив правомірність постанови НКРЕКП про затвердження формули «Роттердам+».

## Подальші спроби оскаржити закриття справи «Роттердам+»
Уже після розгляду позову Віктора Чумака в Вищому антикорупційному суді, нову заяву про скасування рішення прокурора про закриття справи «Роттердам+» подав ПАТ «Нікопольський завод феросплавів», який належить бізнесмену Ігорю Коломойському.
Це підприємство за інформацією Спеціалізованої антикорупційної, виявило бажання стати потерпілим у вже закритій справі «Роттердам+». За словами колишнього підозрюваного в цій справі Дмитра Вовка, саме телевізійні канали Ігоря Коломойського, зокрема «1+1», з 2016 по 2019 рік здійснювали активну підтримку медіа-кампанії проти формули «Роттердам+».
27 жовтня Вищий антикорупційний суд задовольнив позов АТ «Нікопольский завод феросплавів» та скасував рішення прокуратури про закриття справи. Це рішення було оскаржено в Апеляційній палаті ВАКС.

## Висновки Антимонопольного комітету щодо формули
18 грудня 2020 року Антимонопольний комітет України закрив власне розслідування щодо формули «Роттердам+». Комітет дійшов до висновку, що формула жодним чином не порушувала принципи чесної конкуренції на ринку електричної енергії та нікому не надавала спеціальних преференцій або пільг.
Також Антимонопольний комітет офіційно встановив, що формула «Роттердам+» не завдала шкоди споживачам електричної енергії.

## Повторне закриття справи
21 січня 2021 року НАБУ повідомило про те, що Спеціалізована антикорупційна прокуратура повторно закрила справу «Роттердам+» через відсутність в ній складу злочину. Згодом в САП цію інформацію підтвердили. 25 січня 2021 року ця рішення скасував перший заступник керівника САП Максим Грищук.
19 березня 2021 році Вищий антикорупційний суд України підтвердив, що прокурор САП Віталій Пономаренко, який прийняв у серпні 2020 і в січні 2021 рішення закрити справу «Роттердам+» через відсутність складу злочину, діяв обґрунтовано і у відповідності до кримінально-процесуального кодексу.
9 квітня 2021 року справу «Роттердам+» було знову закрито через відсутність складу злочину.
5 травня 2021 року Офіс генерального прокурора замінив процесуального керівника у справі. Новий прокурор 20 травня після вивчення 100 томів справи та 350 Гб відеоматеріалів допитів ухвалив рішення про закриття справи через відсутність складу злочину.
13 жовтня 2021 року Вищий антикорупційний суд підтвердив законність та обгрунтованість рішення САП про закриття справи «Роттердам+».
21 вересня 2022 року Апеляційна палата Вищого антикорупційного суду відхилила апеляційні скарги Нікопольского та Запорізького заводів феросплавів, які належать Ігорю Коломойському, і остаточно підтвердив законність та обгрунтованість рішення прокуратури про закриття справи «Роттердам+».
22 вересня 2022 року керівник Спеціалізованої антикорупційної прокуратури Олександр Клименко ухвалив рішення скасувати постанову про закриття так званої справи «Роттердам+» як незаконну та необґрунтовану.

## Альтернативи
У 2016 році Ігор Насалик, на той момент міністр енергетики та вугільної промисловості, стверджував, що його міністерство виступає за формування ціни на вугілля за польськими котируваннями, оскільки в них не закладено транспортну складову, а шахти міністерства видобувають лише вугілля газової групи.
Андрій Герус заявив, що є кілька можливих рішень для виправлення формули розрахунку ціни на вугілля. Зокрема з формули можна прибрати вартість доставки, а також ввести коефіцієнт знижки на нижчу якість вугілля (високий вміст сірки, тощо).

## Подальше застосування формули в Україні
10 липня 2020 року під час мітингу шахтарів від стінами Офісу президента України, державна компанія «Центренерго» підписала договір на закупівлю вугілля, яке видобувається на шахтах підприємства «Добропіллявугілля» в Донецькій області за ціною імпортного паритету, яка визначена за формулою «Роттердам+».
Вартість вугілля за цим контрактом склала 1650 грн/т без ПДВ, що стало на 20 % нижче ціни вугілля державних шахт, та на 10 % дешевше від вартості природного газу, який до підписання контракту використовувався на ТЕС ПАТ «Центренерго».